# قريات (حمص)
قريات قرية في ناحية قرى مركز تلكلخ التابعة لمنطقة تلكلخ في محافظة حمص. تقع غرب مدينة حمص.
تبعد عن مدينة حمص مسافة 50 كم تقع على النهر الكبير الجنوبي عدد سكانها حوالي 2.000 نسمة
يعتمد أهلها على الزراعة كمورد رئيسي وتنتشر فيها الكثير من الزراعات والأشجار المثمرة.